# Københavns Laane- og Diskontobank
Københavns Laane- og Diskontobank (almindelig omtalt som Diskontobanken) var en dansk bank i København, der blev grundlagt 14. februar 1895 og eksisterede til 1919, hvor den fusionerede med Revisionsbanken og blev til Københavns Diskontobank og Revisionsbank, almindelig omtalt som Diskonto- og Revisionsbanken. Banken var i begyndelsen af 1920'erne Danmarks 4. største bank efter Landmandsbanken, Handelsbanken og Privatbanken. Bank krakkede kun få år senere under Finanskrisen 1921-29. 
Banken blev stiftet af Axel Heide med finansiering fra C.F. Tietgen, men Heide var kun direktør for banken i et års tid, for 1. januar 1897 blev han hentet til Privatbanken for at erstatte netop Tietgen. 1. juni 1895 begyndte banken sin virksomhed. Dens formål blev beskrevet som "Yderligere at lette og befordre Pengeomsætningen navnlig for Mellemstanden i København, Frederiksberg og omliggende Birker, udføre al Bankforretning og modtage almindelige Indskud, der foruden almindelig Rente tildeles en Præmie eller Bonus af Bankens aarlige Fortjeneste. I Bankvirksomheden vil Hovedvægten blive lagt paa Køb og Salg af Veksler, Obligationer og Aktier, Laan paa Værdipapirer mod Pant og Kaution samt Laan i sunde Byggeforetagender."
Den stiftende aktiekapital var 2 mio. kr., senere hævet til først 4 mio. og derpå 6. mio. kr. Bankrådet bestod af 8-14 medlemmer.
Kjøbenhavns Laane- og Diskontobank etablerede i 1906 sit hovedsæde i en ny bygning på Amagertorv 24/Vimmelskaftet 39, som var tegnet af Axel Berg og opført 1904-06 i fire etager nationalromantisk stil. Bygningen optager en halv karré mellem Amagertorv, Klosterstræde og Valkendorfsgade. Bygningen i røde mursten og granit har et gårdsrum, der er åbent mod Klosterstræde, og krones af et kobbertag. Banken havde filialer på Nørrebrogade 26 og i Hellerup.
Under Bankkrisen i København 1908 deltager Diskontobanken sammen med de tre største københavnske banker - Landmandsbanken, Handelsbanken og Privatbanken - interventionen, der skal redde indskyderne i de kriseramte københavnske banker, der i de foregående år har finansieret et omfattende byggeri i hovedstaden. Diskontobanken er på det tidspunkt Danmarks 4. største bank.
Under Finanskrisen 1921-29 har Diskonto- og Revisionsbanken store tab. Tabene er spredt på en bred vifte af erhvervsvirksomheder, herunder særlig handelsselskaber og rederier. Allerede fra december 1919 er der uro omkring banken, der må støttes gennem store lån optaget i Nationalbanken. For at skabe ro hentes den tidligere handelsminister Jens Hassing-Jørgensen ind som direktør for banken. I januar 1922 konstateres det, at banken har store tab, og der iværksættes en redningsaktion med lån og indskud af kapital fra Nationalbanken, Landmandsbanken, Handelsbanken og Privatbanken. Bankens ledelse mener, at der herved er skabt sikkerhed for bankens overleven. I 1923 og 1924 konstateres der imidlertid yderligere store tab, og banken rammes igen af store udtræk. De tre andre store forretningsbanker nægter at gå med i en ny redningsaktion, ligesom også regeringen under ledelse af Thorvald Stauning afviser støtte. I juli 1924 må Diskonto- og Revisionsbanken derefter standse for betalingerne. Ved den endelige opgørelse af bankens bo mister indskyderne omkring en fjerdedel af deres tilgodehavender. 
I 1924 overtog Haandværkerbanken i Kjøbenhavn hovedsædet som dens nye hovedsæde. Da Haandværkerbanken i 1970 fusionerede med Den danske Landmandsbank (nu Danske Bank), kom bygningen i Landmandsbankens, senere Danske Banks, eje, og indtil 2005 havde Danske Bank en filial i bygningens stueetage.

## Ledelse
Denne liste er ufuldstændig; hjælp gerne med at udfylde den.

### Direktion
- 1895-1897 Axel Heide
- 1897-1907 J.P. Winther (dernæst direktør i Nationalbanken)
- 1897-19?? Otto Jørgensen
- ? -1922 Frederik Paulsen
- 1919-1922 Christian Fabricius (tidligere direktør i Revisionsbanken)
- 1919-1922 A.H. Wellendorff
- 1921-1924 Jens Hassing-Jørgensen (tidligere direktør i Revisionsbanken 1903-12)

### Formænd for bankrådet
- 1896-1911 Niels Andersen, etatsråd og entreprenør
- Bankrådsmedlemmer: Carl Ostenfeld, proprietær (1895-)